# Роспильози
Роспильози – благородно семейство от Пистоля. През 1400 се преместват в Пистоля и излъчват няколко важни личности за италианския Ренесанс - Джулио Роспильози, папа Климент IX, Камило Роспильози, баща на принц Джовани Батиста Роспильози, основател на клона Роспильози-Палавичини.
В Пистоля фамилията се разделя на две линии: първата на папа Климент IX е наречена „Дука“ и резидира в Палацо Роспильози, а втората са тези, които резидират в Палацо Роспильози ди Рипа дел Сале (чиито настоящи членове са потомци от линията на Климент IX, започната от Олга Банчери).
Известни притежания на фамилията са Вила Роспильози, поръчана и строена от папа Климент IX и направена по проект на Бернини.